# Ehrenmal der Nikolai-Gemeinde (Stralsund)

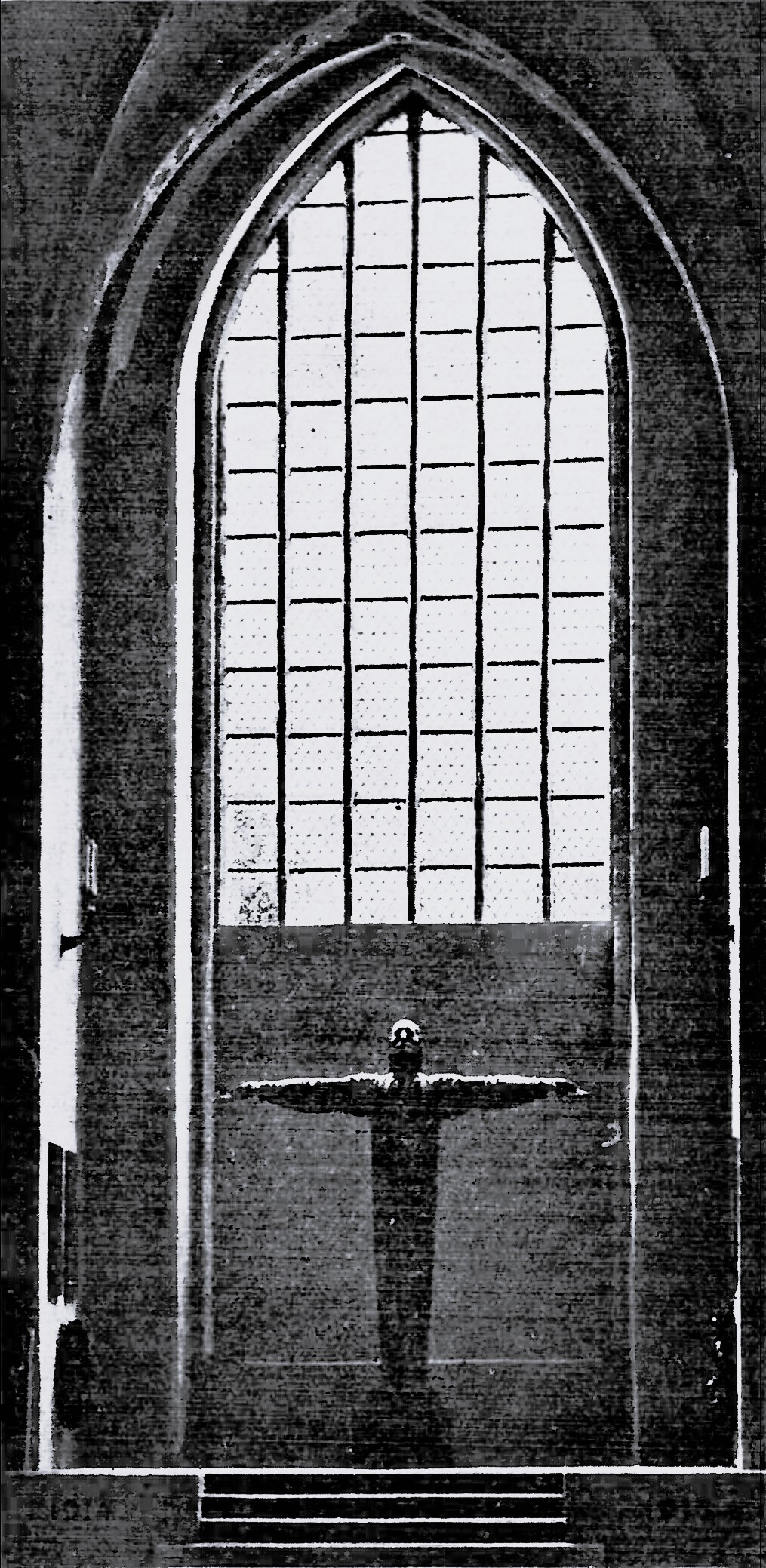
Kriegerehrenmal

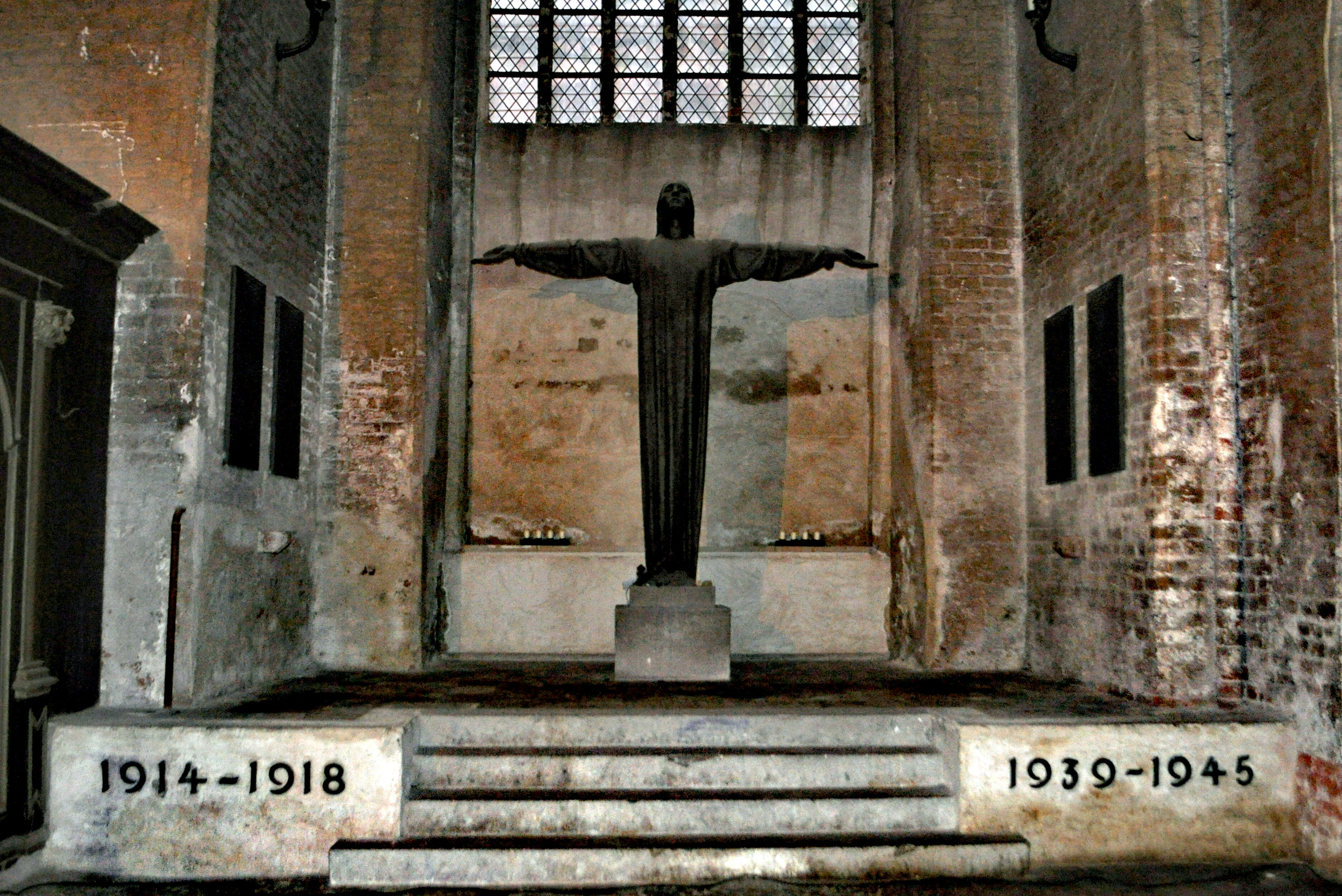
Weltkriegsmahnmal in St. Nicolai (2012)

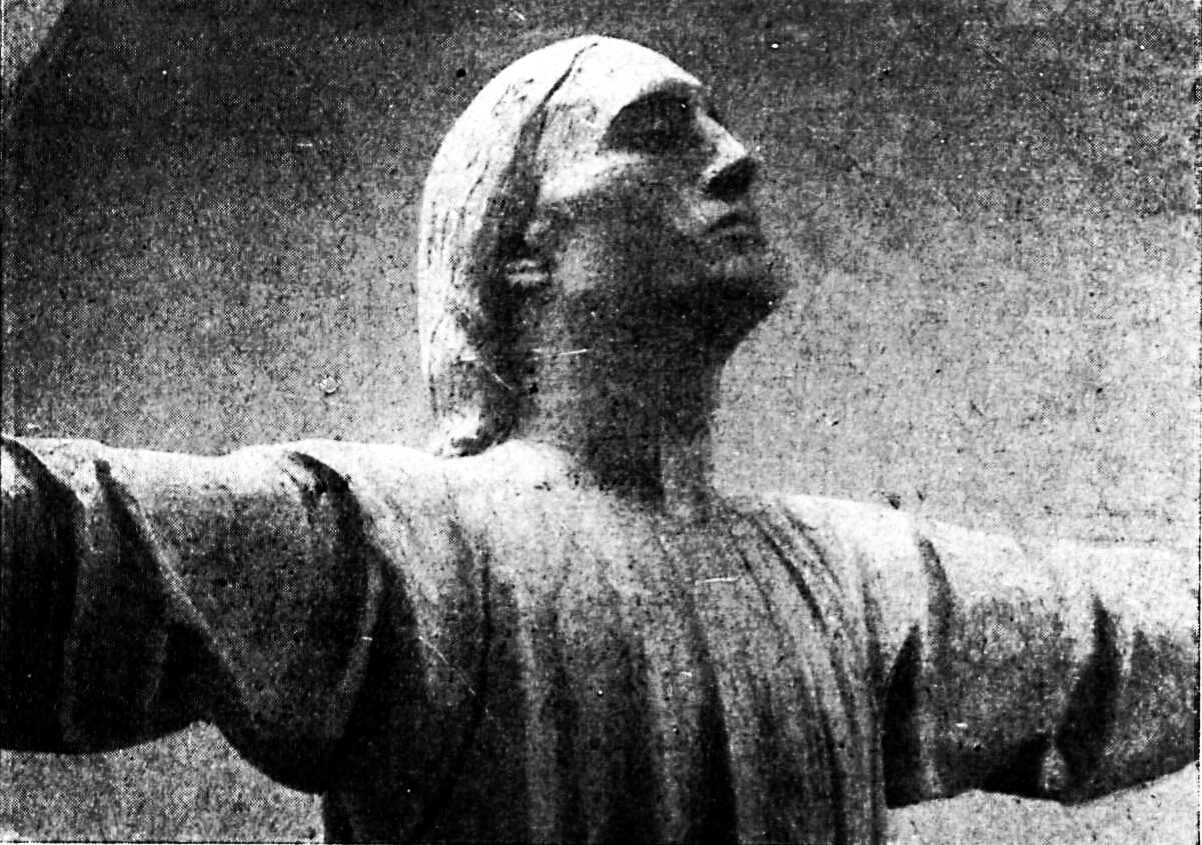
Detail

Das Kriegerehrenmal in der Nikolaikirche in Stralsund ist ein aus dem Jahr 1931 stammendes Kriegerdenkmal, das von Hans Schwegerle geschaffen wurde.

## Denkmal
In einer Fensternische der südlichen Turmhalle der Nikolaikirche ruht gegenüber von vier Treppenstufen ein schlichter viereckiger Steinsockel. Auf ihm steht eine 3,10 Meter hohe Bronzeplastik, die von Hans Schwegerle (München) geschaffen wurde. Sie zeigt eine Christusfigur in Kreuzform mit seitlich ausgestreckten Armen. Der Kopf ist zurückgelehnt und weist mit geschlossenen Augen nach oben. Die Hände bilden Schalen.
An beiden Seiten der Plastik stehen auf Bronzetafeln die Namen der Gefallenen des Weltkrieges. Links von den Stufen stand die Jahreszahl 1914, rechts 1918. Nach dem Zweiten Weltkrieg wurde 1914 durch 1914–1918 und 1918 durch 1939–1945 ersetzt.
Als die Lübecker Marienkirche Jahre zuvor über eine Ausschreibung Entwürfe für ihr „Ehrenmal der Gefallenen“ suchte, reichte Schwegerle ein diesem Ehrenmal im Entwurf sehr ähnlich sehenden Entwurf ein.

## Geschichte
Das Denkmal wurde am Sonntag vor dem Erntedankfest des Jahres 1931 zum Gedenken der im Ersten Weltkrieg Gefallenen der Gemeinde eingeweiht. Die Weihe der Gedächtniskapelle und des Denkmals fand im Beisein des Kirchenrates und Vorstandes, Vertretern der Nachbargemeinden und der St. Marienkirche zu Lübeck, sowie des Künstlers selbst statt. Beim Einsetzen der Orgel wurden die Fahnen der Stralsunder Kriegervereine durch das Kirchenschiff zum Altar, zu dessen Seiten sie abgestellt wurden, getragen. Superintendent Schumacher hielt die Weihepredigt zu Joh 20, 19–21. Hierin wurde konkret auf die Botschaft der Statue sowie deren körperliche Haltung eingegangen. Nach der Predigt versammelte sich die Gemeinde vor der Kapelle. Die Fahnen der Vereine und die Abordnung der Schiffsstammdivision nahmen beiderseits der noch verhüllten Kapelle Aufstellung und während die Hülle fiel, senkten sich die Fahnen. Zu gedämpften Klängen der Orgel wurde die Statue umrundet und im Anschluss Kränze zu ihren Füßen niedergelegt.